# کورنلیانو لاودنزه
کورنلیانو لاودنزه (به ایتالیایی: Cornegliano Laudense) یک کومونه در ایتالیا است که در استان لودی واقع شده‌است.

## خصوصیات
کورنلیانو لاودنزه ۵٫۶ کیلومترمربع مساحت و ۲٬۶۶۱ نفر جمعیت دارد.